# Moder Jord
Moder jord er en almindelig brugt personificering af naturen, jorden, som fokuserer på de livgivende og ernærende aspekter i naturen, der illustreres som en moderskikkelse. I forhistorisk tid var gudinden dyrket for sin association med frugtbarhed og grøde, sin tilknytning til jordbruget og livscyklusser som liv-død-liv. 
Præstinder havde stor religiøs magt i inka-, assyriske, babylonske, slaviske, germanske, romerske, græske, indiske og persiske religioner før begyndelsen på patriarkalske religioner.